# Galle & Jessen

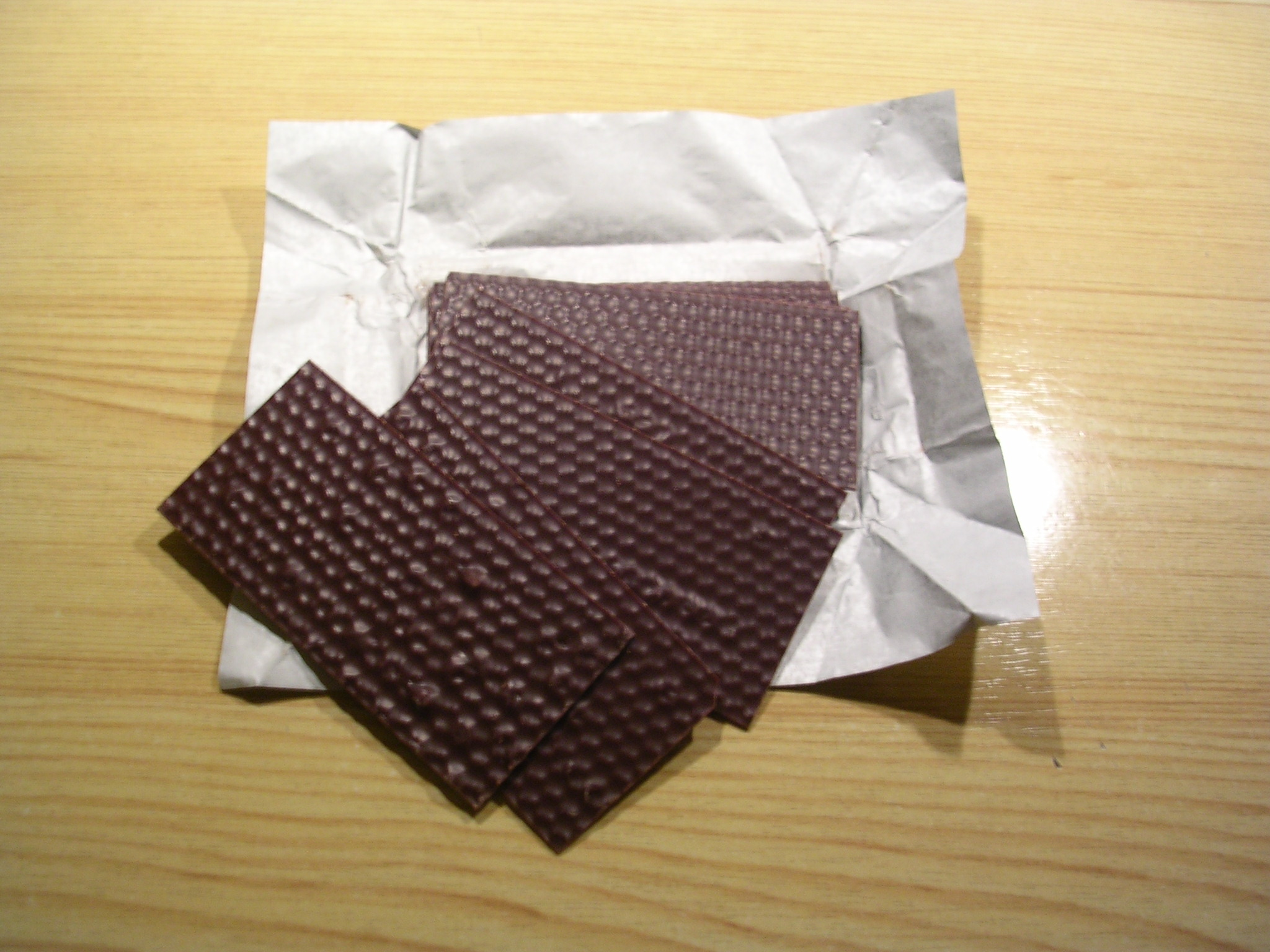

Galle & Jessen är en choklad- och godismärke i Danmark som tidigare hade egen tillverkning. Galle & Jessen grundades 1872 av Edvard Galle och Hans Jessen och är Danmarks äldsta chokladtillverkare. Sedan 1971 ingår bolaget i Toms. Företagets dominerande och idag mest kända produkt är påläggschoklad ("pålægschokoladen"). Bolaget lanserade dessutom den klassiska lakritspastillen Ga-Jol.